# Famille de Guéhéneuc de Boishue
La famille de Guéhéneuc de Boishue est une famille de la noblesse française originaire de Bretagne.

## Histoire
D'ancienne extraction sur preuves de 1416, elle a obtenu un titre de comte en 1866. Éteint en ligne masculine depuis 1945, ce nom est toutefois encore porté en ligne féminine.
Elle a été admise à l'Association d'entraide de la noblesse française en 1942, dont elle est maintenant membre à titre de famille éteinte.

## Filiation
La descendance de Robert Gueheneuc a été étudiée par Henri Jougla de Morenas dans La famille Guéheneuc, origines et anciennes alliances.
- Robert Gueheneuc, chevalier, vivait en 1416.
  - Thomas Gueheneuc épouse Perrine Hervé.
    - Raoul Gueheneuc ( -1453), seigneur de Villeneuve, trésorier des guerres et receveur des revenus du duc de Bretagne Jean V (1421), connétable de Rennes. IL épouse Lucasse Déeslin.
      - Jean Ier Gueheneuc , seigneur de Villeneuve, connétable de Rennes en 1497, trésorier des guerres. Il épouse Marie de Beaucé en 1459.
        - Jean II Gueheneuc, sieur de Gomené de La Villeneuve (1460-1510), connétable de Rennes. Il épouse Jeanne Hagomatz.
          - Jean III Gueheneuc, sieur de La Barre et de La Villeneuve (1498- ). En 1523, il épouse Jehanne Saliou, dame du Pin.
            - Bertrand Gueheneuc, sieur de La Villeneuve et sieur de La Barre, écuyer (1523- ). Il épouse en 1550 Hélène de La Bouexière.
              - Jean IV Gueheneuc, seigneur de La Barre. En 1578, il épouse Jeanne du Breil de Pontbriand.
                - Pierre Gueheneuc, sieur de La Barre. En 1605, il épouse Renée Tircoq, dame de Boishue (1589-1644).
                  - Georges Gueheneuc, seigneur de Boishue (mort en 1660), écuyer, lieutenant du gouverneur de Saint-Malo. Il épouse Marie de Talhouët.
                    - Henri Gueheneuc (1653-), seigneur de Boishue et de Cobatz, chevalier, maintenu dans sa noblesse en 1668. En 1693, il épouse Charlotte Seré de Lorvinière.
                      - Henri-François Gueheneuc, seigneur de Boishue (1694-1761), qui suit :

- Henri-François Gueheneuc, seigneur de Boishue (1694-1761), chevalier, commissaire des États de Bretagne, chevalier des ordres royaux, militaires et hospitaliers de Notre-Dame du Mont-Carmel et de Saint-Lazare de Jérusalem. Il épouse Madeleine du Breil de Pontbriand.
  - Jean Baptiste René Gueheneuc, seigneur de Boishue (1732-1802), chevalier. Il épouse Sylvie Antoinette de Bruc, autre fille de Louis de Bruc et d'Anne Sylvie Claude du Breil de Pontbriand.. De ce mariage, naissent neuf enfants dont Anne Charles Gueheneuc, tué à 24 ans durant la Révolution, et un seul fils qui continua la descendance.
    - Jean Baptiste Constant Gabriel Gueheneuc, comte de Boishue (1769-1865), chevalier. Il épouse Jeanne Hyacinthe Prioul du Hautchemin.
      - Marc Auguste Guéhéneuc, comte de Boishue (1810-1896), titré comte par lettres de 1866. En 1839, il épouse Marie-Eudoxie de Semallé.
        - Léon Jean Marc Marie Guéhéneuc du Boishue (1841-1912). En 1872, il épouse Henriette Valleteau de Chabrefy.
          - Charles Guéhéneuc de Boishue (1875-1918), chevalier de la Légion d'honneur, mort pour la France le 20 juillet 1918 à Priez. En 1907, il épouse Geneviève Cochin.
            - Antoinette de Guéhéneuc de Boishue (1908-2008), présidente de la Maison russe de Sainte-Geneviève-des-Bois (Essonne), où elle est morte. Elle épouse Alexandre La Caze (1909-1934) puis, veuve, épouse en secondes noces, le prince Nikita Mestchersky (1909-1942). En 1986, Antoinette de Guéhéneuc de Boishue est nommée au grade de chevalier dans l'ordre national de la Légion d'honneur, puis faite chevalier de l'ordre le 14 février 1987. Elle est promue au grade d'officier dans l'ordre le 11 juillet 2003 au titre de « présidente d'une maison de retraite »[3].
              - Jean de Guéhéneuc de Boishue, descend en ligne féminine de cette famille, nommé — sous ce nom — en 1998 au grade de chevalier dans l'ordre national de la Légion d'honneur au titre de « ancien secrétaire d'État, ancien député, inspecteur général de l'éducation nationale ; 29 ans de services civils et de fonctions électives »[4] est « né d'Antoinette »[5].

            - Alice de Guéhéneuc de Boishue (1911-1938), mariée à Artus de Cossé-Brissac (1912-1982), d'où deux filles.
            - Régis de Guéhéneuc de Boishue, mort non marié en 1945 à l'âge de 32 ans. Il est le dernier du nom de cette branche.

        - Thérèse de Guéhéneuc de Boishue (1842-1905) épouse Elie de Palys, d'où descendance dont Alain du Boispéan (1951), diplomate.
        - Raoul de Guéhéneuc de Boishue (1847-1877) zouave pontifical, mort non marié.
        - Berthe de Guéhéneuc de Boishue (1852-1927) épouse Charles-Marie de Preaulx (1838-1914), d'où descendance.
        - Marc de Guéhéneuc de Boishue (1854-1882) épouse Marie Le Mercier des Alleux (1852-), d'où descendance.

  - Toussaint Marie de Gueheneuc, chevalier de Boishue [6] (1738-1787) participe à la guerre d'indépendance des États-Unis, épouse Constance de Bruc, fille de Louis de Bruc et d'Anne Sylvie Claude du Breil de Pontbriand.
    - Charles Antoine de Gueheneuc (1775-1832) épouse le 15 mai 1816 à Rennes, Caroline de Plouays de Chantelou.
      - Alphonse Marie Constant de Guéhéneuc (1824-1885) épouse le 15 juillet 1860 à Quintin, Jeanne Marie Joseph Le Borgne de La Tour.
        - Henri Marie Joseph Casimir de Guéhéneuc (1865-1946) épouse le 24 février 1897 à Nantes, Jeanne Marie Zoé Boux de Casson.
          - Robert de Guéhéneuc (1907-1990), sans postérité[7]. Il est le dernier du nom de cette branche.
          - Bernard de Guéhéneuc (1910-1989) épouse Viviane Huchet de Cintré. De ce mariage, naissent deux filles Géraldine et Yolaine[7],[a].

## Évolution du patronyme
La lecture des registres de l'état civil permet de suivre l'évolution du nom de famille : « Gueheneuc » jusqu'au milieu du XVIIIe siècle puis « Guéhéneuc », « Guéhéneuc du Boishue » en 1841, « Guéhéneuc de Boishue » en 1875 et enfin « de Guéhéneuc de Boishue » en 1908.

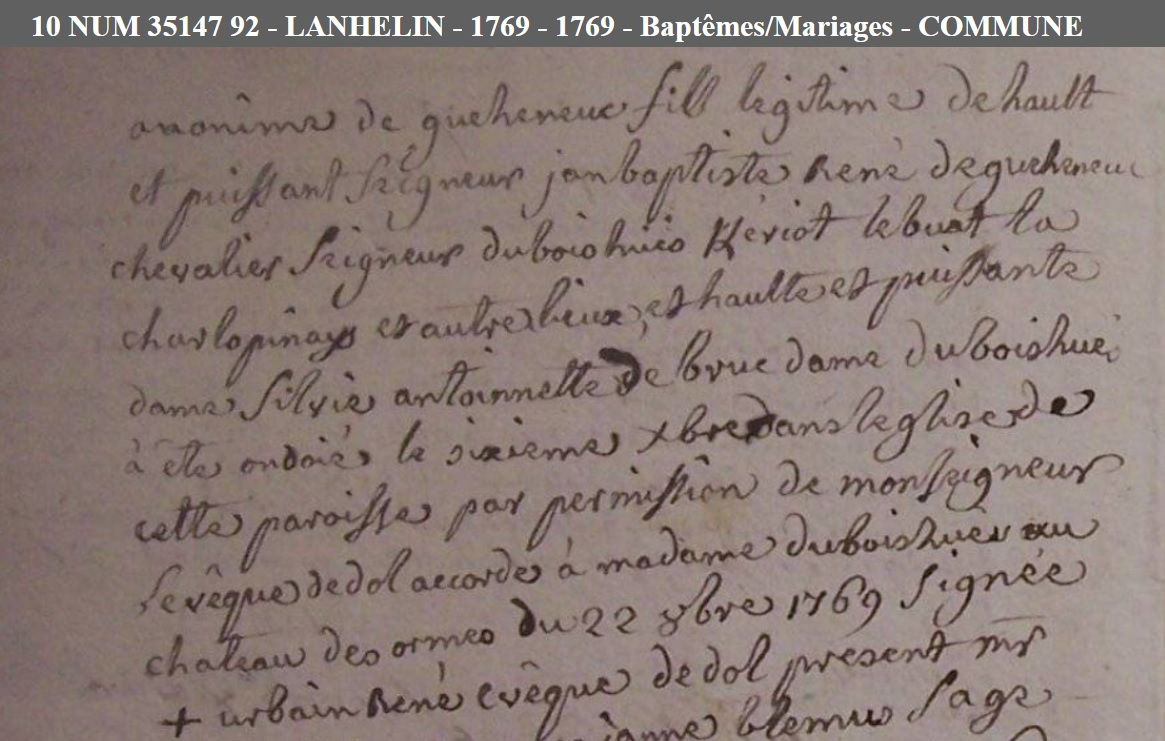
1769.12.07 - Acte de naissance de Jean Baptiste de Gueheneuc.
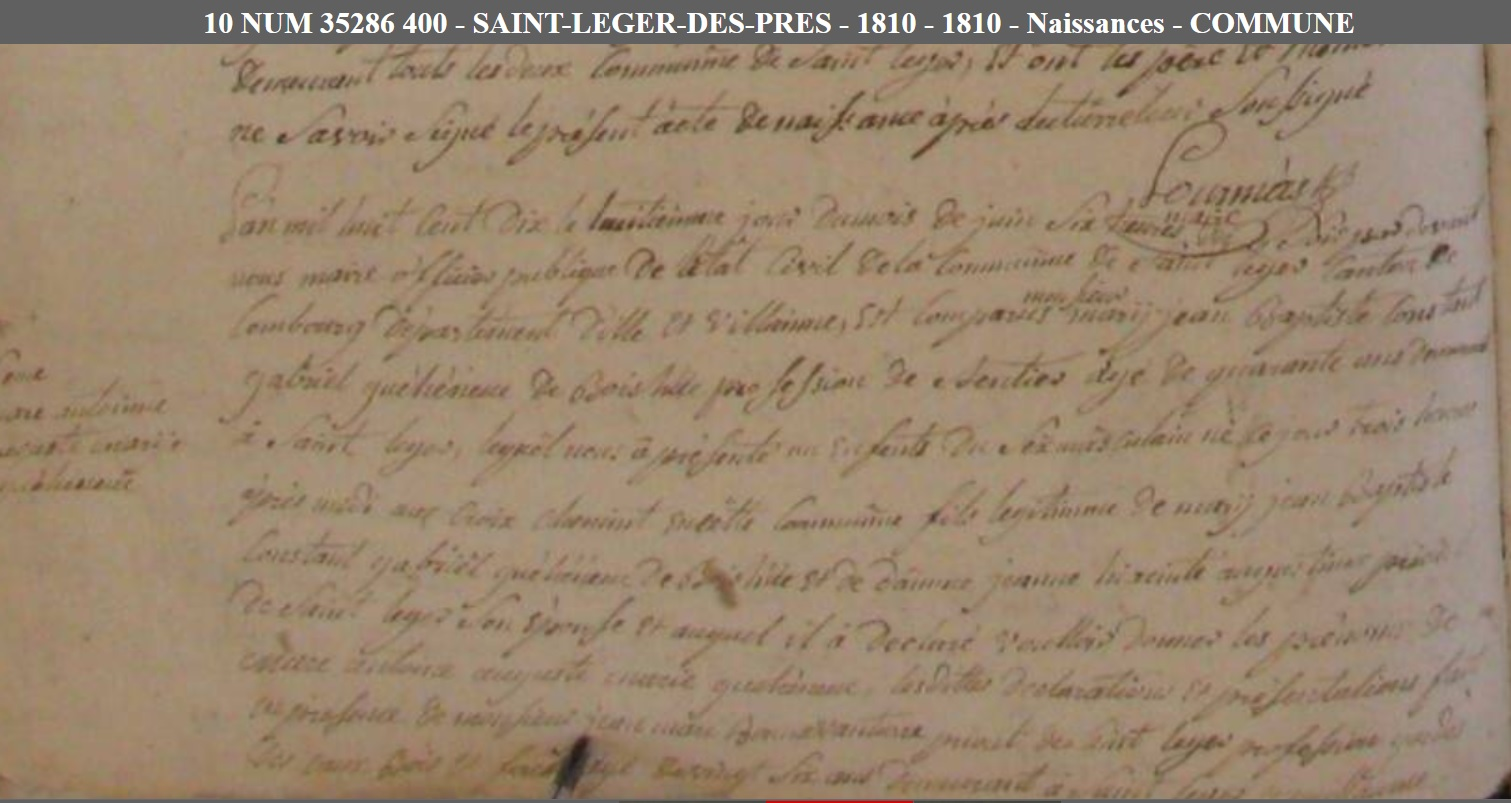
1810.06.08 - Acte de naissance de Marc Auguste Guéhéneuc.
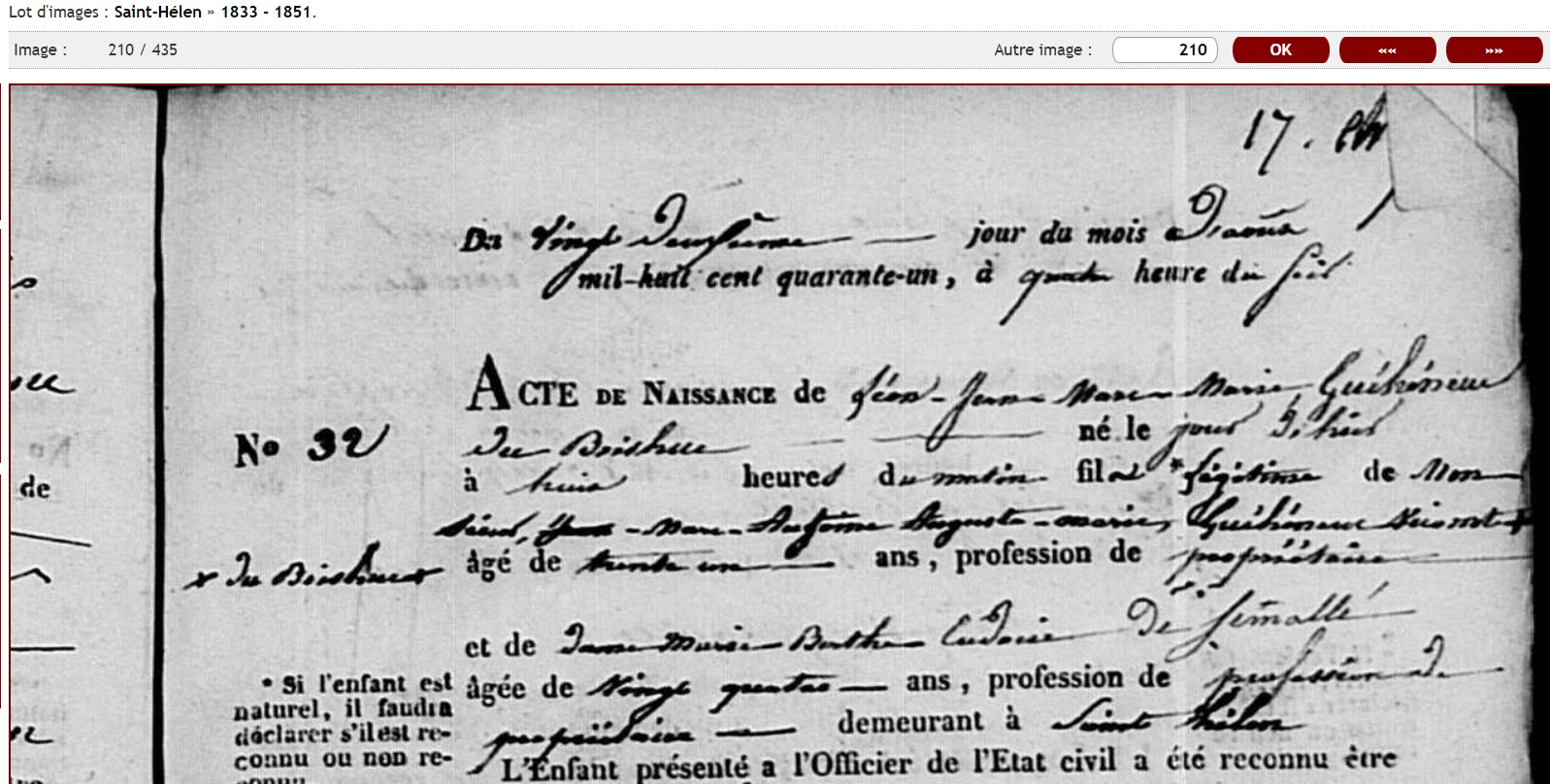
1841.08.28 - Acte de naissance de Léon Guéhéneuc du Boishue.
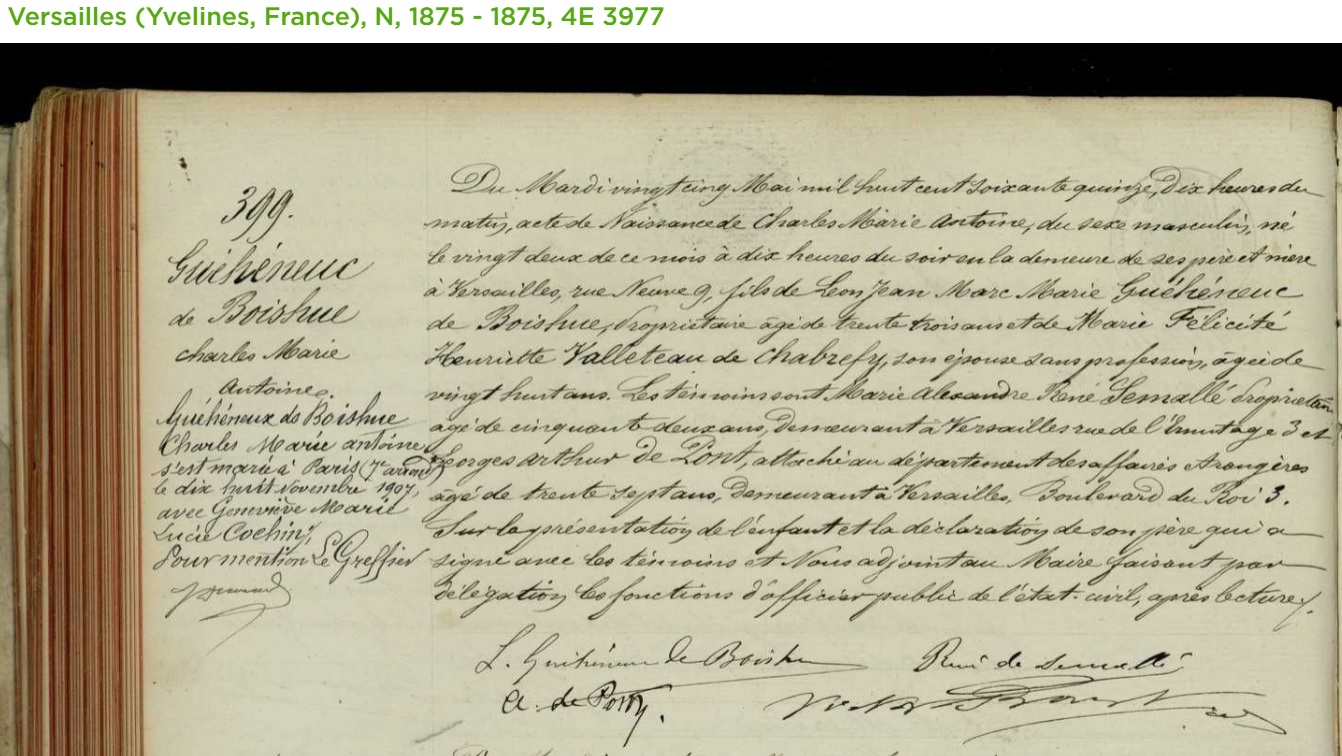
1875.05.25 - Acte de naissance de Charles Guéhéneuc de Boishue.
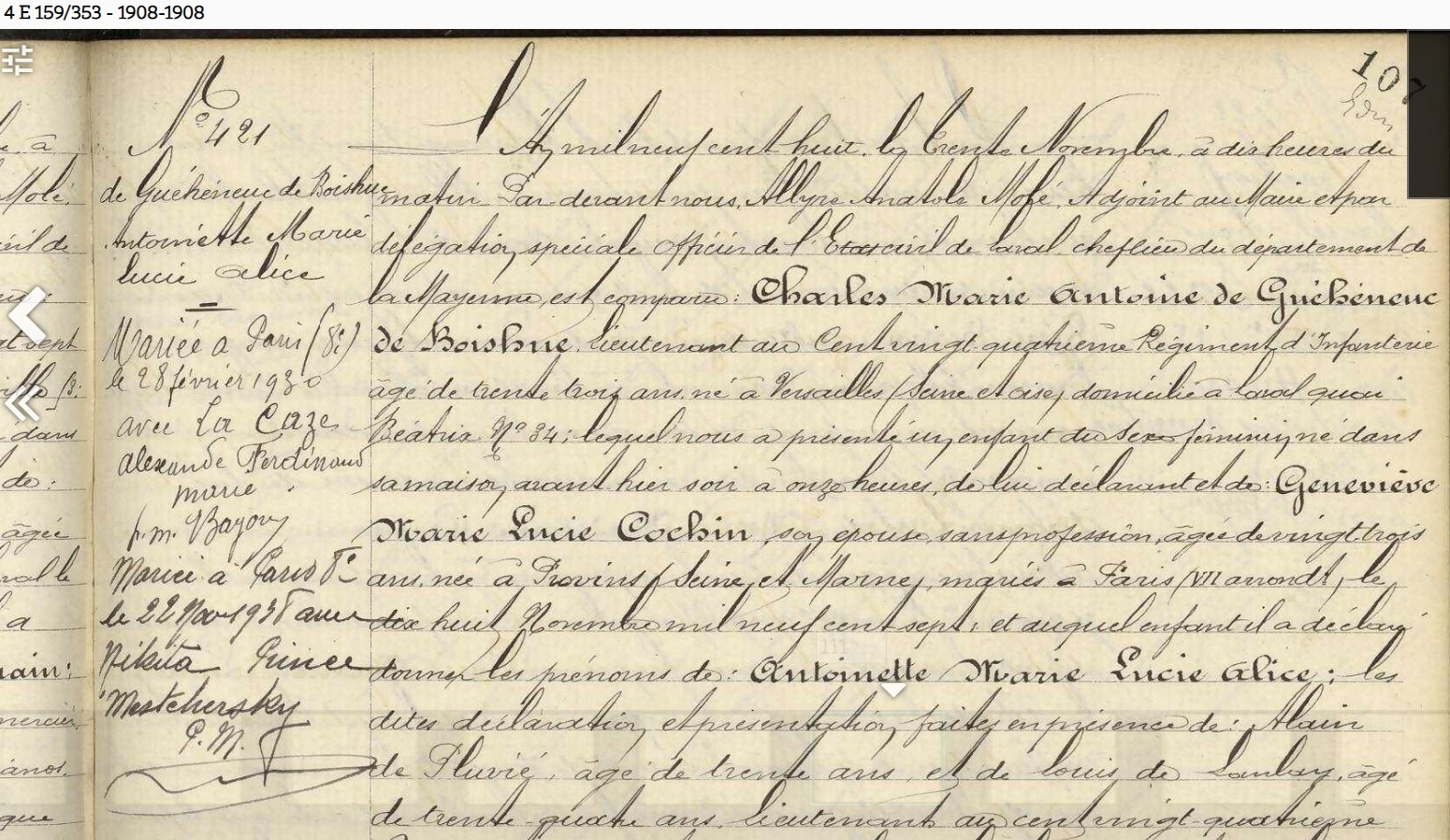
1908.11.30 - Acte de naissance d'Antoinette de Guéhéneuc de Boishue.

## Armes
Les Geheneuc portraient D'azur au lion léopardé d'argent surmonté de deux fleurs de lys du même.

## Alliances
Les principales alliances de la famille de Guéhéneuc de Boishue sont : du Breil de Pontbriand (3 mariages), de Bruc (2 mariages), Le Borgne de La Tour (2 mariages), de Talhouët, de Semallé, de Saint-Seine, de Bonnafos, de Palys, de Préaulx, Cochin, Mestchersky, de Cossé-Brissac, de Béjarry.

## Pour approfondir